# Zar-Rusland
Zar-Rusland (russisk: Русское царство, tr. Russkoje tsarstvo) var den russiske stat i tiden fra Ivan IV tog titlen zar (kejser) i 1547 til Peter den store grundlagde Det russiske kejserrige i 1721.
Fra 1550 til 1700 voksede Rusland med 35.000 km2 (Hollands størrelse) om året. Perioden omfatter omvæltninger i overgangen fra Rurik-dynastiet til Romanov-dynastiet, langtrukken militær konflikt med Den polsk-litauiske realunion samt den russiske erobring af Sibirien og fører frem til Peter den stores 42-årige regeringstid.
Peter den store blev kronet i 1682 og omdannede Zar-Rusland til en europæisk stormagt. Efter en militær sejr over Sverige og Polen gennemførte han omfattende reformer og proklamerede i 1721 det russiske kejserrige (russisk: Российская Империя), som blev en anerkendt europæisk stormagt.

## Oprindelse
I 1500-tallet havde den russiske hersker opnået en position som en mægtig, autokratisk person, en zar. Med dette viste han, at han opfattede sig selv som ligestillet med kejseren af Det Byzantinske Rige eller den mongolske khanen. Efter, at Ivan III havde giftet sig med Sofia Paleologa, niece til den sidste kejser af Det Østromerske Rige, optog hoffet i Moskva østromerske skikke, ritualer, titler og emblemer så som dobbeltørnen, som fortsat er en del af det russiske rigsvåben.

## Ivan den grusomme
Under Ivan IV (regerede 1533-1584) fik zaren ubegrænset magt. Ivan IV blev kronet til zar og dermed anerkendt af kirken som kejser. Theofilos af Pskov hævdede, at efter som Konstantinopel var faldet til Det osmanniske rige i 1453 var den russiske zar den eneste retmæssige ortodokse hersker, og at Moskva var "Det tredje Rom", eftersom han var den sidste efterfølger til Rom og Konstantinopel, center for kristendom i tidligere perioder. Denne tanke var en del af selvforståelsen af Rusland i de følgende århundreder.
Ivan IV tog zarens autokratiske magt til nye højder, og han blev kendt som den grusomme (russisk groznyj, "frygtsom" eller "formidabel"). Ivan viste farerne ved at lade en mentalt ustabil person styre en stat, og selv om han tilsyneladende var intelligent og handlekraftig, led han af paranoia og depressioner, og han blev kendt for sine ekstremt voldelige handlinger.
Ivan IV blev storfyrste af Moskva i 1533, blot tre år gammel, og overtog tronen i 1547. Kroningen af Ivan som zar var inspireret af de omstændelige kroningsprocesser for de østromerske kejsere. Assisteret af en gruppe bojarar, startede Ivan en række nyttige reformer. I 1550-erne indførte han en ny lovsamling, omorganiserede militæret og det lokale styre.
Rusland var stadig indblandet i krige og erobrede stadig nye landområder. Ivan slog og annekterede Kazan-khanatet ved Volga i 1552 og senere Astrakhan-khanatet der, hvor Volga munder ud i Det Kaspiske Hav. Disse sejre omformede Rusland til den multietniske og multireligiøse stat, den senere har været. Zaren kontrollerede nu områderne langs hele Volga og fik adgang til Centralasien.
Udvidelsen nordvest over mod Østersøen viste sig at blive langt vanskeligere. I 1558 invaderede Ivan Livland og havnede således i en 25 år lang krig mod Den polsk-litauiske realunion, Sverige og Danmark-Norge. I stedet for fremgang blev Ivans styrker presset tilbage, og nationen formåede ikke at befæste positionen ved Østersøen. Samtidig prøvede Devlet I Giray fra Krim-khanatet at udnytte denne krig, og samlede 120.000 ryttere som han raserede Moskva-regionen med frem til slaget ved Molodi, som satte en stopper for disse invasioner. I tiårene derefter blev imidlertid de sydlige grænseområder stadig plyndrede af Nogajhorden og Krim-khanatet, som tog de lokale indbyggere med sig som slaver. Disse krige var en hård belastning for Rusland.

## Opritsjnina og forvirringstiden
I slutningen af 1550-erne udviklede Ivan en fjendtlig holdning til sine rådgivere, regeringen og bojarene. I 1565 valgte han at dele Rusland i to dele: hans private domæner (eller opritsjnina) og et offentlig område (eller zemsjtsjina). Ivan udvalgte sig de mest velstående og vigtigste distrikter i Rusland som sit eget domæne, og her gik han til angreb på bojarene, handelsmændene og også almindelige folk, tog livet af enkelte og konfiskerede deres landområder og ejendele. Således begyndte et tiår med terror i Rusland, som endte med massakren i Novgorod i 1570.
Som følge af denne politik Ivan nedbrød den økonomiske og politiske magt for de fornemmeste bojarfamilier, og derved ødelagde han de personer, som havde opbygget Rusland til dets hidtidige storhed, og som var bedst i stand til at styre landet. Handelen forsvandt, og bønderne, som blev mødt med øgede skatter og voldstrusler, valgte at flytte fra Rusland. I 1572 afskaffede Ivan omsider ordningen med opritsjninaen, men politikken havde ført landet ud i uføre. Ivans politik lagde derfor grundlaget for perioden i russisk historie kendt som Forvirringens tid.
Ivan IV blev efterfulgt af sønnen Fjodor I, som var mentalt tilbagestående. Det egentlige styre lå derfor i hænderne på Fjodors svoger, bojaren Boris Godunov, som er kendt for at have afskaffet Jurijdagen, den eneste gang om året da livegne kunne flytte fra en godsejer til en anden. Den måske vigtigste begivenhed under Fjodor var oprettelsen af patriarkatet i Moskva i 1589, som skabte den helt selvstændige og særskilte russisk-ortodokse kirke.
I 1598 døde Fjodor uden arvinger og dermed endte Rurik-dynastiet. Boris Godunov indkaldte så til en Zemskij sobor, en nationalforsamling af bojarer, kirkeledere og borgerlige, som udråbte ham til zar, selv om forskellige bojarfraktioner nægtede at anerkende denne udnævnelse. Fejlslagne høstudbytter førte til den russiske hungersnød (1601-1603), og i denne periode dukkede en mand op, som hævdede at være Tsarevitsj Demetrius, Ivan IVs søn som døde i 1591. Denne tronprætendent blev kendt som Falske Dmitrij I. Han fik støtte i Polen og marcherede til Moskva, samlede støtte hos bojarerne og andre personer på vejen. Historikere mener, at Godunov antagelig havde klaret sig gennem denne krise, hvis han ikke var død i 1605. Den falske Dimitrij I kom til Moskva og blev kronet til zar samme år, efterfulgt af mordet på zar Fjodor II, Godunovs søn.
Rusland gik så ind i en periode, hvor kaos fortsat herskede, en periode kendt som Forvirringens tid (Смутное Время). Hverken bojarer eller andre borgere formåede at fjerne zaren fra magten, blandt andet fordi bojarerne kæmpede indbyrdes om at overtage tronen, og fordi fjendtlige styrker besatte Kreml.
I urotiden opstod der en borgerkrig, som blev gjort værre af, at forskellige bojarfraktioner kæmpet indbyrdes om magten, samt at Polen og Sverige blandede sig, ligesom der var en særdeles stor utilfredshed i befolkningen. Falske Dimitrij I og hans polske garnison blev styrtet, og en bojar, Vasilij Sjujskij, blev udråbt til zar i 1606. I et forsøg på at holde på tronen allierede Sjujskij sig med svenskerne og startede den ingermanlandske krig med Sverige. Falske Dimitrij II allierede sig med Polen og slog sig ned uden for Moskvas bymure, hvor han oprettede et falsk hof i landsbyen Tusjino.
I 1609 blandede Polen sig officielt Ruslands indre anliggender, fangede Sjujskij og okkuperede Kreml. En gruppe russiske bojarer underskrev i 1610 en fredsaftale og anerkendte Władysław IV Vasa, søn af den polske konge Sigismund III Vasa, som zar. I 1611 dukkede Falske Dmitrij III op i de svensk okkuperede områder men blev hurtigt pågrebet og henrettet. Den polske tilstedeværelse startede en ny patriotisme hos russerne og en frivillig hær, finansieret af handelsmændene Stroganov og velsignet af den ortodokse kirke, blev dannet i Nisjnij Novgorod og under ledelse af fyrst Dmitrij Pozjarskij og Kuzma Minin drev den russiske hær polakkerne ud af Kreml. I 1614 erklærede en zemskij sobor bojaren Mikhail Romanov som zar, og startede dermed den 300 år lange regeringstid for Romanov-familien.

## Romanov
Rusland store fjender, Polen og Sverige, havnede på dette tidspunkt i krig med hinanden, hvilket gav Rusland mulighed for at slutte fred med Sverige i 1617. Den polsk-moskovittiske krig sluttede med Deulinoaftalen i 1618, og Polen og Litauen fik kontrollen tilbage over områder, herunder Smolensk, som Storhertugdømmet Litauen havde tabt i 1509.
De første Romanov-zarer var svage herskere. Under Mikhail var de statlige affærer styret af faderen, Filaret, som i 1619 blev patriark i den ortodokse kirke. Senere støttede Mikhails søn, Aleksej (regerede 1645-1676) sig til bojaren Boris Morozov, som styrede landet for ham. Morozov misbrugte sin position og udnyttede folket, og i 1648 blev han bortvist af Aleksej efter saltoprøret i Moskva.
Efter Smolenskkrigen, et mislykket forsøg på at tage Smolensk tilbage fra Polen i 1632, sluttede Rusland fred med Polen i 1634. Den polske konge Wladyslaw IV, søn og efterkommer af Sigismund III Vasa som bojarerne havde valgt til zar af Rusland i urotiden, frasagde sig alle krav til titlen i fredsaftalen.

## Lovændringerne i 1649
Autokratiet overlevede urotiden med svage og korrupte zarer på grund af myndighedernes stærke, centrale bureaukrati. I 1600-tallet blev bureaukratiet kraftigt udvidet, og antallet af departementer (prikaz) voksede fra 22 i 1613 til 80 omkring 1650. Ofte dækkede prikazerne overlappende og modstridende områder, men centralmyndighederne formåede derved at få kontrol over og regulere alle samfundsgrupper, samt handel, produktion og til og med den ortodokse kirke.
Sobornoje Ulozjenije, en omfattende lovsamling, blev indført i 1649. På denne tid havde bojarerne slået sig sammen med den nye elite og dannede et nyt adelskab kaldet dvorjanstvo. Både den gamle og nye adel havde obligatorisk tjeneste i statsapparatet, hovedsagelig i militæret på grund af stadige krige langs grænserne i syd og vest, og angreb fra nomaderne. Til gengæld fik adelen land og bønder.
Staten sanktionerede fuldt ud livegenskab, og bønder. som rømte, blev statsflygtninge. Godsejerne havde fuldstændig kontrol over sine bønder. Bønder, som levede på statsejet jord, blev ikke regnede som livegne. De blev organiserede i kommuner, som var ansvarlige for skatter og andre forpligtelser. Som de livegne bønder måtte disse statsbønder holde sig til landområder, de havde fået. Handelsmænd og håndværkere fra middelklassen blev beskattede, og som de livegne bønder havde de ikke lov at frit at flytte til andre steder.
Den nye lov med øgede skatter og reguleringer førte til, at modviljen, som havde ulmet siden urotiden, blev skærpet. I 1650- og 1660-årene voksede antallet af bønder, som bortrømte, dramatisk. Et populært område, som mange rømte til, var området ved floden Don, hvor don-kosakkerne holdt til. Et stort oprør fandt sted i Volga-regionen i 1670 og 1671. Stenka Razin, en kosak fra Don-regionen, ledede et oprør, som sammenførte rige kosakker og livegne bønder på flugt. Det uventede oprør spredte sig op over Volgadalen og truede selve Moskva. Zarens tropper fik til sidst slået oprørerne tilbage efter, at de havde okkuperet store byer langs Volga. Razin blev offentligt tortureret og henrettet.

## Tilegnelsen af Ukraine
Rusland fortsatte at vokse i løbet af 1600-tallet. Mod sydvest erobrede man de østlige dele af Ukraine, som indtil da havde været under polsk-litauisk styre. Zaporozjia-kosakkerne, krigere som levede i grænseområderne mellem Polen, Rusland og krim-tatarerne, havde tjenestegjort i den polske hær som lejesoldater, men forblev selvstændige og gjorde flere oprør mod polakkerne. I 1648 slog bønderne i Ukraine sig sammen med kosakkerne under Khmelnytskij-oprøret, på grund af undertrykkelsen fra polakkerne. I starten var ukrainerne allierede med krim-tatarerne, som bidrog til at styrte det polske styre. Polakkerne overtalte tatarerne til at skifte side, og ukrainerne fik da behov for militær støtte for at bevare sine positioner.
I 1654 tilbød den ukrainske leder Bogdan Khmelnytskij Ukraine som et protektorat under den russiske zar Aleksej I. Aleksej tog imod tilbuddet, som blev ratificeret med Perejaslav-traktaten. Dette førte til krig mellem Rusland og Polen. Andrusovo-traktaten, som gjorde ende på krigen i 1667, delte Ukraine langs floden Dnepr, den vestlige del kaldet Ukraine på den højre bred blev underlagt Polen, og de østlige dele, eller Ukraine på den venstre bred blev det kosakkiske Hetmanat, et selvstyrende område underlagt zaren.

## Raskol - det russiske skisma
Da Rusland udvidede sine områder sydvest over fik dette uanede konsekvenser. De fleste ukrainere var ortodokse, men de nære kontakter til de romersk-katolske og den polske modreformation førte dem i kontakt med vestlige intellektuelle strømninger. Den russisk-ortodokse kirke opdagede, at dens isolation fra Konstantinopel havde ført til liturgiske variationer og praksiser.
Den russisk-ortodokse patriark Nikon ønskede at føre de russiske tekster i overensstemmelse med de oprindelige græske tekster, men mødte hård modstand hos mange russere, som anså dette som udenlandsk indtrængen eller til og med djævelens værk. Da den ortodokse kirke tvang reformer igennem, opstod der et skisma i 1667. De som ikke accepterede reformerne, blev kaldt de gammeltroende. Disse blev officielt erklærede for kættere og blev forfulgte af både kirken og staten. Den vigtigste person blandt de gammeltroende, ærkepræsten Abbacum, blev brændt. Delingen blev så permanent, og mange handelsmænd og bønder slog sig sammen med de gammeltroende.
Zaren følte også indflydelsen fra Ukraine og vesten, og gennem Kiev kom nye impulser indenfor barokken i arkitektur, litteratur og kunst. Andre mere direkte kanaler til vesten gjorde, at den internationale handel voksede, og flere udlændinge kom til Rusland. Zaren fattede interesse for den mere avancerede teknologi i vesten, særlig indenfor militært udstyr. Mod slutningen af 1600-talet var indflydelsen fra Ukraine, Polen og Vesteuropa trængt ind i den russiske kultur og banede vej for mer radikale ændringer.

## Erobringen af Sibirien
Rusland udvidede sine landområder østover og mødte relativt lille modstand. I 1581 lejede handelsfamilien Stroganov, som drev pelshandel, kosaklederen Jermak Timofeevitj, til at føre en ekspedition ind i de vestlige dele af Sibirien. Jermak slog Sibir-khanatet og erklærede områderne vest for Ob og Irtysj for russiske.
Fra baser som Mangazeja pressede handelsmænd og udforskere på østover fra Ob til Jenisej, så videre til Lena og helt til kysten af Stillehavet. I 1648 åbnede kosakken Semjon Dezjnov en passage mellem Amerika og Asien. I midten af 1600-tallet nåede russerne floden Amur ved udkanten af Det kinesiske kejserrige.
Efter en periode med kampe med Qing-dynastiet sluttede Rusland fred med Kina i 1689. Med Nertsjinsk-traktaten afstod Rusland sine krav på Amurdalen men fik adgang til områderne øst for Bajkalsøen og handelsruten til Beijing. Freden med Kina skete samtidig med, at russerne nåede Stillehavet i midten af 1600-tallet.